# Илаков рът
Илаков рът е село в Северна България. То се намира в община Елена, област Велико Търново.

## География
Село Илаков рът се намира на около 7 километра югоизточно от град Елена. Разположено е на възвишение в подножието на връх Симаново и хълм Чукара, недалече от десния бряг на река Борощица. 

## История
Счита се, че името на селото произлиза от елите, които растели тук. В началото било наречено Елхов рът и впоследствие придобива наименованието Илаков рът. Преданието разказва, че на това място ставало черковище, където жителите на околните махали се събирали на Петровден да се помолят за дъжд и устройвали курбан. Така постепенно се стигнало до обединението на махалите в едно село.
Жителите на махалите участвали в укрепването на руските позиции на Марянската дъбрава, по време на освободителната Руско- турска война. На 11 август 1877 г. махалите са нападнати и запалени от турски башибозук.
На 16 януари 1943 г. е оформено официално сливане на махалите Бръчковци, Витьовци, Драгоевци, Угорялковци, Продановци, Тарханджии и Хвърльовци в село Илаков рът.

## Население

#### Етнически състав
Численост и дял на етническите групи според преброяването на населението през 2011 г.:
|                     | Численост | Дял (в %) |
| Общо                | 134       | 100,00    |
| Българи             | 113       | 84,32     |
| Турци               | 0         | 0,00      |
| Цигани              | 18        | 13,43     |
| Други               | 0         | 0,00      |
| Не се самоопределят | 0         | 0,00      |
| Неотговорили        | 0         | 0,00      |

## Религии
Църквата „Въведение Пр. Богородици“ е съградена първоначално през 1880 година, но поради недостатъци в строителството през 1907 г. е съборена и през 1908 г. е построена в сегашния ѝ вид.
На входа на църквата на плочи са изписани имената на 41 души от селото, загинали във войните.

## Обществени институции
Килийно училище е открито най-напред в махала Драгоевци. Според едни данни това станало в 1826 г., а според други в 1858 г. В 1882 г. е построена училищна сграда. В 1935 г. на ново място в селото е издигната хубава сграда за училище.
Местното читалище „Пробуда“ е основано през 1903 г. През 1954 година е построена читалищна сграда.
През 1959 г. в селото е открит Дом за деца и младежи с умствена изостаналост „Надежда“.

## Културни и природни забележителности
Селото се отличава със страхотна природа. През летния сезон в местността Дядово Владово се раждат страхотни гъби. Най-вече манатарки и булници. В местността има много добри условия за лов. В селото има две ловни дружини.

## Редовни събития
Съборът на Илаков рът се провежда ежегодно на 4 декември.
През месец май около Гергьовден в последните години се провежда и пролетен събор.